# Изоколон
Изоко́лон или равночленность — фигура речи, в которой части периода колоны равны между собой по количеству элементов. Под «фигурой» в риторике понимают обороты и приёмы организации речи, которые не привносят дополнительной информации, но придают высказываемой мысли выразительность и своеобразие, а «колоном» называют относительно цельный смысловой отрезок фразового периода. От обычного выражения изоколон отличается повышенной симметрией.
Основные признаки изоколии или параллелизма описал основоположник риторики Горгий. Два и более колонов называются изоколонами если:
1. они одинаковы или соотносимы по объёму
2. построены по тождественным синтаксическим конструкциям
3. обладают одним и тем же ритмом.

Изоколон относится к одной из трёх фигур речи, чьё изобретение приписывают Горгию, отчего она получила название «горгиевой» или «горгианской». В речи, которая для Горгия была риторическим упражнением для учеников, «Похвала Елене», приводится следующий изоколон: «Совершила ль она, что совершила, силой любви побеждённая, ложью ли речей убеждённая или явным насилием вдаль увлечённая, иль принужденьем богов принуждённая, — во всех этих случаях нет на ней никакой вины».
Изоколоны являются предтечей строфной организации стихотворений. Одновременно в них может присутствовать от двух до двадцати членов. В зависимости от количества членов выделяют диколоны («Разделяй и властвуй»), триколоны («Пришёл, увидел, победил», «Во имя Отца, Сына и Святого Духа»), тетраколоны и др.